# Hakim Medane
Hakim Medane (ar. حكيم مدان; ur. 5 września 1966 w Beni Yenni) – algierski piłkarz grający na pozycji ofensywnego pomocnika. W swojej karierze rozegrał 26 meczów i strzelił 1 gola w reprezentacji Algierii.

## Kariera klubowa
Swoją karierę piłkarską Medane rozpoczął w klubie USM El Harrach. W sezonie 1982/1983 zadebiutował w jego barwach w algierskiej pierwszej lidze. W sezonie 1983/1984 wywalczył z nim wicemistrzostwo Algierii, a w sezonie 1986/1987 zdobył z nim Puchar Algierii. W 1989 roku przeszedł do JS Kabylie. Grał w nim przez trzy lata. Dwukrotnie został z nim mistrzem kraju w sezonach 1988/1989 i 1989/1990 oraz zdobył Puchar Mistrzów w 1990.
Latem 1991 Medane przeszedł do portugalskiego klubu FC Famalicão. W sezonie 1993/1994 spadł z nim z pierwszej do drugiej ligi. W sezonie 1994/1995 grał w SC Salgueiros, a w sezonie 1995/1996 ponownie w FC Famalicão.
W 1996 roku Medane wrócił do JS Kabylie. W sezonie 1997/1998 wywalczył z nim wicemistrzostwo Portugalii. W 2000 roku zakończył w nim swoją karierę.

## Kariera reprezentacyjna
W reprezentacji Algierii Medane zadebiutował w 1984 roku. W 1986 roku powołano go do kadry na Puchar Narodów Afryki 1986. Na tym turnieju rozegrał dwa mecze grupowe: Marokiem (0:0) i z Kamerunem (2:3).
W 1988 roku Medane znalazł się w kadrze Algierii na Puchar Narodów Afryki 1988. Na tym turnieju rozegrał pięć meczów: grupowe z Wybrzeżem Kości Słoniowej (1:1), z Marokiem (0:1) i z  Zairem (1:0), półfinałowy z Nigerią (1:1, k. 8:9) i o 3. miejsce z Marokiem (1:1, k. 4:3).
W 1992 roku Medane został powołany do kadry na Puchar Narodów Afryki 1992. Na tym turnieju rozegrał jeden mecz grupowy, z Wybrzeżem Kości Słoniowej (0:3). Od 1984 do 1994 wystąpił w kadrze narodowej 26 razy i strzelił 1 gola.